# Andreas Bruun
Andreas Bruun (* 1737 in Christiania (Oslo); † 16. Juni 1788 in Kopenhagen) war ein dänisch-norwegischer Kaufmann und Forschungsreisender.

## Leben

### Herkunft
Andreas Bruun wurde höchstwahrscheinlich 1737, vermutlich im heutigen Oslo geboren, auch wenn seine Herkunft umstritten ist. Seine Sprache deutet darauf hin, dass er Norweger war. Zu seinen Eltern gibt es ebenfalls widersprüchliche Angaben. Vermutlich handelte es sich um den Zollbeamten Christian Bruun († um 1751) und seine Frau Mette Andersdatter Baar († 1773), die verwitwet den Weinhändler Jean Valleau heiratete. Hierfür spricht, dass Andreas Bruun einmal Andr. Christian Bruun geschrieben wird, wobei der zweite Name vermutlich eine Abkürzung für Christiansen sein dürfte. Zu Beginn von Andreas Bruuns Handelskarriere wurde seine Gage zudem an Mette Valleau bezahlt. Eine andere Quelle nennt als Eltern den Bürger Andreas Bruun und seine Frau Maria Larsdatter Bjørn. In diesem Fall wäre sein Onkel Christen Larsen Bjørn gewesen, der 1753 zum Oberassistent im grönländischen Ilulissat ernannt wurde. Es ist davon auszugehen, dass Carl Bruun und Johan Henrik Bruun, die ebenfalls in Grönland tätig wurden, Andreas’ Brüder oder sonst wie nahe Verwandte waren.

### Beginn der Handelskarriere
Vermutlich begann Andreas Bruun seine Handelskarriere in Island, denn als die isländische Handelskompanie 1763 in Det Almindelige Handelskompagni integriert wurde, wurde Andreas Bruun übernommen. Um 1767 heiratete er Sidsel Cathrine Soelberg (1737–1777), Tochter des Justizschiffers Christian Soelberg und seiner Frau Marie Elisabeth de Nes. Im selben Jahr wurde er zum Assistenten in der Kolonie Ritenbenk in Saqqaq ernannt. Direkt im Anschluss nahm er an einer Untersuchungsreise teil, um die Möglichkeiten für die Gründung einer neuen Kolonie, die noch weiter nördlich als Uummannaq liegen sollte, zu überprüfen. Nachdem die Untersuchung 1768 beendet worden war, fokussierte man den Plan und am 29. Juni 1769 schickte Kolonialverwalter Carl Dalager ihn auf eine erneute Reise in die Gegend, um die neue Kolonie an einer geeigneten Stelle anzulegen. Für diese Reise führte Andreas Bruun ein erstes Tagebuch.

### Gründung der Kolonie in Eqaluit
Bereits einen Tag später legte er in Saqqaq mit dem Schiff ab, begleitet von einem Zimmermann, einem Böttcher und zwei Matrosen sowie Kapitän Søren Lund. Am 5. Juli erreichten sie den südlichen Teil des Distrikts, ein Stück nördlich von Sigguup Nunaa. In Eqaluit begegnete er am 10. Juli einigen Grönländern, die dort Lachse fischten, und sie empfahlen ihm diese Stelle für die Gründung der neuen Kolonie. Obwohl auch Bruun die Stelle eigentlich als vorteilhaft erachtete, sah er, dass die Gegend unbewohnt war, was die Platzierung einer Kolonie eigentlich unmöglich machte. Nachdem er nach einigen Tagen weiteren Untersuchungen in der Gegend jedoch keine bessere Stelle fand, ordnete er die vorläufige Errichtung der Kolonie in Eqaluit an, welche den Namen Rosenkrantz erhielt. Am 22. Juli fuhr das Schiff ab und hinterließ die wenigen Männer dort. Direkt darauf stahlen einige Grönländer etwas vom abgeladenen Holz und bedrohten den Böttcher, woraufhin sie mit ihrer Beute flüchteten. Im August wurde das Wohnhaus fertiggebaut und dazu drei Erdhäuser errichtet, die als Brauerei, Böttcherei und Specklager dienten. Am 30. Juli begegnete Bruun weiter nördlich auf einer Reise weiteren Grönländern bei Upernavik. Dort fand er ebenso gute Bedingungen vor wie in Eqaluit, aber darüber hinaus war die Gegend auch bewohnt, sodass er beschloss, die Kolonie dorthin zu versetzen. Dazu kam es aufgrund gesundheitlicher Probleme jedoch vorerst nicht. Vom 23. September bis zum 11. Oktober reiste er erneut in die Gegend, diesmal bis zur Insel Inussuk am Südufer des Ikeq (Upernavik Isfjord). Weil es ihnen an Brennmaterial fehlte und Bruun sehr krank wurde, ließ er eine alte grönländische Frau in die Kolonie holen, wo sie mit Specksteinlampen für Wärme sorgen sollte. Im Januar zogen alle Männer bei der Frau ein. Gemeinsam mit dem Zimmermann machte er sich am 22. Januar 1770 auf die Reise nach Norden, mit dem Ziel so weit wie möglich zu kommen. Vermutlich erreichte er die Gegend um Tasiusaq, bevor sie umkehrten. Auf der Reise hatte Bruun elf Häuser gezählt und von drei weiteren Häusern erzählt bekommen, die noch weiter nördlich lagen. Daraus schloss er, dass im gesamten Distrikt 92 Jäger lebten. Am 5. Februar kehrte er nach Eqaluit zurück. Weil er weiterhin sehr krank war und den Rauch der Lampen nicht vertrug, zog er am 1. März alleine zurück ins kalte Wohnhaus. Am 19. März schickte er den Zimmermann und einen Grönländer mit dem Hundeschlitten nach Saqqaq, wo sie von ihrer Lage berichteten sollten. Bruun bat darum, dass Carl Dalager sowie der Missionar und der Kaufmann in Uummannaq ihn besuchen sollten, um sich ein Bild von der Lage zu machen. Er litt weiterhin unter starken gesundheitlichen Problemen und fiel am 1. April in Ohnmacht, als er einen Gottesdienst hielt. Am 13. April kam der Zimmermann zurück nach Eqaluit mit Mitteilungen von Dalager, Kaufmann Johan Henrik Bruun und Missionar Jonas Gill, wobei letzterer mitteilte, nicht kommen zu können. Am 16. Mai war es warm genug, dass die Mannschaft wieder ins Wohnhaus ziehen konnte, während es Bruun etwas besser ging, er aber von den Monaten der Krankheit sichtbar ausgezehrt war. Man hatte währenddessen mit dem Handel begonnen, indem Grönländer in die Kolonie reisten, um ihren Speck zu verkaufen, aber auch der Rest der Mannschaft reiste regelmäßig zu Handelszwecken nach Norden. Bruun konnte im Juni wieder die Kolonie verlassen, wenn auch so schwach, dass man ihn tragen musste. Am 8. Juli erreichte Carl Dalager die Kolonie.

### Überwinterung in Europa, Rückkehr nach Eqaluit und Versetzung der Kolonie
Wegen der schlechten Gesundheit bat Bruun am 12. Juli um seine Heimkehr und verließ Eqaluit am 22. Juli. Am 28. Juli erreichte das Schiff Uummannaq, wo es bis zum 16. August blieb und fuhr dann nach Europa. Am 4. September passierten sie die Orkney-Inseln, am 7. September liefen sie auf Flekkerøya ein und am 12. September erreichte er Helsingør. Eigentlich hatte die Handelsdirektion befohlen, dass Dalager die neue Kolonie übernehmen sollte, während Bruun Kolonialverwalter in Saqqaq werden sollte. Nachdem er in Kopenhagen überwintert hatte, wurde er am 23. Mai 1771 zum Kolonialverwalter der von ihm gegründeten Kolonie ernannt. Erst nun hatte er seine Frau wiedergesehen, die er nun mit nach Grönland nehmen durfte.
Ab Sommer 1771 war er wieder in Eqaluit. Aus dieser Zeit ist wenig bekannt, da er kein Tagebuch führte. Im Juli 1772 erreichte wieder ein Schiff die Kolonie und nun sollte der drei Jahre alte Plan verwirklicht werden, die Kolonie zu versetzen. Hierfür begann er sein zweites Tagebuch zu schreiben. Sie fuhren mit dem Schiff nach Upernavik, um die Eisverhältnisse zu überprüfen. Diese waren gut und man ließ einen Zimmermann in Upernavik zurück, wo er die Grundsteine für die neuen Gebäude legen sollte. Nach ihrer Rückkehr nach Eqaluit bereiteten sie die Versetzung der Kolonie vor und fuhren am 19. Juli wieder ab. Die folgenden Wochen wurde die Kolonie in Upernavik neu errichtet und Mitte August waren sie fertig. Den Herbst verbrachten sie mit Handelsreisen, bis das Eis dies unmöglich machte. Im Januar 1773 zeigte Bruun der Bevölkerung den Garnfang auf Robben, der diesen bisher unbekannt war, was großen Erfolg hatte. Der Handel wurde während des Winters per Hundeschlitten abgewickelt, wobei sowohl die Bevölkerung die Kolonie aufsuchte als auch Bruun im Kolonialdistrikt umherreiste. Im Mai war das Meer wieder eisfrei genug, um mit dem Schiff fortsetzen zu können. Im Juni 1773 starb einer der Europäer an Skorbut, was in den folgenden Jahren ein großes Problem für die Kolonie werden sollte. Im August endete das Tagebuch. Er schrieb ein drittes Tagebuch von Juli 1774 bis Oktober 1775. Am Ende dieses Tagebuchs kehrte er mit schlechter Gesundheit nach Europa zurück.

### Expedition in Südgrönland
Es ist unbekannt, wie er die folgenden zwei Jahre verbrachte. Erst 1777 wird er wieder erwähnt, als seine Frau starb. Daraufhin wurde er beauftragt, eine Forschungsreise in Südgrönland zu unternehmen, wo er Unterstützung von Aron Arctander erhielt. Am 1. Mai 1777 verließ er Kopenhagen. Wegen der Eisverhältnisse konnte das Schiff nicht die 1775 gegründete Kolonie Julianehaab in Qaqortoq erreichen und musste nach Paamiut umgeleitet werden, wo sie am 14. Juni ankamen. Von dort aus reiste man nach Süden. Das Ziel der Expedition war unter anderem zu untersuchen, ob man in Südgrönland Landwirtschaft betreiben konnte. Bruun fand einige geeignete Stellen auf einer Reise von Qaqortoq aus in den Fjord Tunulliarfik zwischen dem 5. und 18. August. Im September reiste er nach Narsaq und fand auch dort geeignete Stellen. Anschließend reiste er zurück nach Paamiut, um dort zu überwintern. Im April 1778 kehrte er nach Qaqortoq zurück, um gemeinsam mit Arctander noch weiter nach Süden zu reisen. Am 12. Mai machten sie sich auf die Reise, erreichten das Kap Farvel und reisten dann durch den Prins Christian Sund zurück nach Norden, wo sie weitere Untersuchungen anstellten. Ende Juli erreichten sie wieder Qaqortoq, wo sie überwinterten. Im Juni 1779 untersuchte er noch den Igalikup Kangerlua und machte sie kurz darauf auf die Heimreise nach Europa. Auch auf dieser Expedition hatte er ein Tagebuch geführt. Obwohl sie zahlreiche gute Orte für Landwirtschaft gefunden hatten, wurden die Pläne, Isländer und Färinger in Südgrönland zu diesem Zweck anzusiedeln, verworfen. Anders Olsen und seine Nachkommen sollten für lange Zeit die einzigen bleiben, die dort Landwirtschaft betrieben.

### Späte Jahre und Tod in Dänemark
Nach seiner Heimkehr bot man ihm den Posten als Kolonialverwalter in Qaqortoq an, den Bruun aber wegen seiner Gesundheit ablehnte. Er bewarb sich stattdessen auf eine Stell als Zollkontrolleur in Moss, die er aber nicht erhielt. 1780 wurde er Assistent im Ausrüstungsbüro und Revisor von Den Kongelige Grønlandske Handel. 1781 wurde er zum Packhaus-, Proviant- und Ausrüstungsverwalter der Königlichen Dänisch-Norwegisch-Schleswig-Holsteinischen Handels- und Kanalkompanie ernannt. Nebenher war er als Kaufmann in Amsterdam aktiv. Vermutlich 1784 oder 1785 heiratete er ein zweites Mal. Seine Frau war Christiane Conradine Sophia Juritz (1745–1819), Tochter des Proviantverwalters Christian Conrad Sophus Juritz und seiner Frau Justine Christensdatter. Er litt weiterhin an den gesundheitlichen Folgen seines Aufenthalts in Grönland und war ab 1786 beinahe völlig gelähmt. Er starb am 16. Juni 1788 im Alter von rund 51 Jahren in Kopenhagen.